# Montezumia brethesi
Montezumia brethesi är en stekelart som beskrevs av Berton 1918. Montezumia brethesi ingår i släktet Montezumia och familjen Eumenidae. Inga underarter finns listade i Catalogue of Life.